# Église Saint-Pierre de Figueras
L'Église paroissiale saint Pierre est l'église de la ville de Figueres, c'est un bâtiment majoritairement gothique situé place Saint Pierre à Figueres en Catalogne.

## Historique et architecture
Les restes les plus anciens datent des Xe et XIe siècles. Il s'agit d'un mur orienté au nord et une meurtrière au pied du clocher. À la fin du XIVe siècle, le roi Pierre IV d'Aragon, dit « le cérémonieux », ordonna la construction d'une nouvelle église d'une seule nef sur la base de l'édifice roman.
Actuellement, l'église conserve sa forme primitive jusqu'au début de l'abside. Au XVIIIe siècle une croisée du transept fut ajoutée et une abside polygonale se substitua à l'ancien chœur gothique. À la fin du XIXe siècle, en 1895, la coupole fut reconstruite sur les plans de l'architecte Josep Azemar i Pont.
Au début de la guerre d'Espagne l'église subit d'importantes destructions ; elle fut incendiée et certaines de ses parties les plus importantes furent détruites. Entre 1941 et 1948, la croisée du transept fut reconstruite, couronnée par une tour-lanterne octogonale, suivant le style gothique de l'ancienne nef, pour réaliser un ensemble unifié, sobre et monumental.
Le Baptême, la première communion et les funérailles de Salvador Dalí y furent célébrés.